# The Boondock Saints
The Boondock Saints är en amerikansk/kanadensisk film från 1999.

## Handling
De irländska bröderna Connor (Sean Patrick Flanery) och Murphy MacManus (Norman Reedus) ser sig själva som utvalda av Gud att utrota all ondska. De våldsamma metoder bröderna använder gör att FBI-agenten Paul Smecker (Willem Dafoe) börjar spåra dem.

## Om filmen
The Boondock Saints regisserades av Troy Duffy, som även skrivit filmens manus. Efter att regissören blivit rejält osams med sina affärspartners tvingades Duffy vända sig till en ny distributör. Det nya avtalet innebar att Duffy skulle få intäkterna från biovisningarna medan distributören fick intäkterna från videomarknaden. Detta blev dock väldigt ofördelaktigt för Duffy då distributören endast satte upp filmen på ett fåtal biodukar innan man släppte den på video. En uppföljare till filmen har gjorts, The Boondock Saints II: All Saints Day, och hade biopremiär i oktober 2009.

## Rollista (urval)
- Willem Dafoe – Paul Smecker
- Sean Patrick Flanery – Connor McManus
- Norman Reedus – Murphy McManus
- David Della Rocco – David Della 'Roc/Funny Man' Rocco
- Billy Connolly – Il Duce
- David Ferry – Detective Dolly
- Brian Mahoney – Detective Duffy
- Bob Marley – Detective Greenly
- Don Carmody – mafioso